# Abrus canescens
Abrus canescens, vrsta cvjetnice iz porodice mahunarki. Izvorno područje ove vrste je tropska Afrika. Penjačica je i prvenstveno raste u sezonski suhim tropskim biomima.
Opisana je u Flora of Tropical Africa 2: 175. 1871.